# Tajty
Tajty – jezioro rynnowe w woj. warmińsko-mazurskim, w pow. giżyckim, w gminie Giżycko, leżące na terenie Krainy Wielkich Jezior Mazurskich w dorzeczu Węgorapy
Powierzchnia zwierciadła wody według różnych źródeł wynosi od 232,5 ha do 265,1 ha.
Zwierciadło wody położone jest na wysokości 115,8 m n.p.m. lub 116,2 m n.p.m. Średnia głębokość jeziora wynosi 7,5 m, natomiast głębokość maksymalna 34,0 m. Największa głębia znajduje się w pobliżu północnego brzegu jeziora, na zachód od miejscowości Wrony, obok wyspy Malinowa.
Długość jeziora to 5,4 km, szerokość maksymalną 1,3 km, szerokość średnią 0,49 km (najwęższa jest zatoka położona we wschodniej części jeziora, do której dochodzi Kanał Niegociński). Wyspy na jeziorze mają powierzchnię 0,4 ha. Jezioro składa się z dwóch wyraźnie wyodrębnionych części: wschodniej, wąskiej, o wysokich, gęsto zalesionych brzegach i zachodniej – większej, szerokiej, o płaskich, łąkowych brzegach. Z zachodniej części jeziora Kanałem Dejguny (dostępnym obecnie tylko dla kajaków) można dopłynąć na jezioro Dejgunek, łączącym się z jeziorem Dejguny.
Północny brzeg jeziora w okolicach wsi Wrony jest coraz gęściej zabudowywany domami letniskowymi i pensjonatami.
Na podstawie badania przeprowadzonego w 1992 roku wody jeziora zaliczono do III klasy czystości.

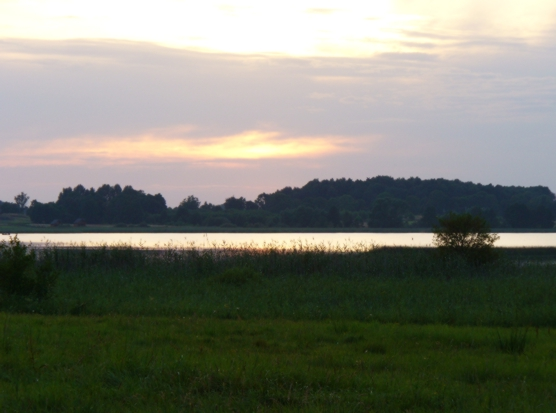
Tajty, okolice Wronki
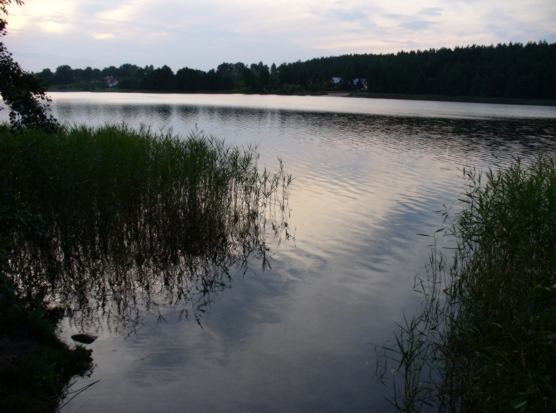
Jezioro Tajty
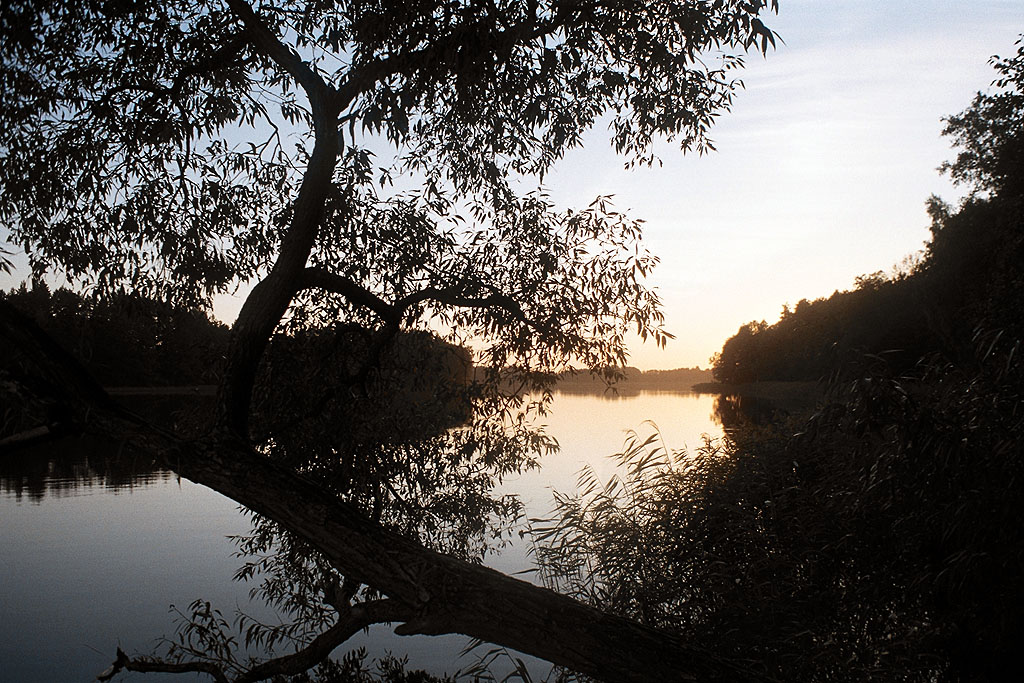
Wschodnia część jeziora Tajty

Na południowym brzegu jeziora znajduje się Wronka. Między Wronką, a brzegiem jeziora biegnie linia kolejowa z Kętrzyna do Giżycka. Na większości obszaru jeziora obowiązuje strefa ciszy (poza wschodnim krańcem, przez który przechodzi szlak żeglowny od Kanału Piękna Góra do Kanału Niegocińskiego).